# 西之谷町
西之谷町（にしのやちょう）は、神奈川県横浜市中区の町名。「丁目」の設定のない単独町名である。住居表示未実施区域。

## 地理
中区の西部に位置し、東に本郷町、南に本牧緑ケ丘、西に立野、北に上野町と接している。

### 地価
住宅地の地価は、2025年（令和7年）1月1日の公示地価によれば、西之谷町107番18の地点で28万3000円/m²となっている。

## 歴史
- 1933年（昭和8年）4月1日 - 本牧町、北方町、根岸町の各一部を分離し、西之谷町を新設[7]。
- 1938年（昭和13年）6月29日 - 集中豪雨のため神奈川女子師範学校運動場の崖が崩壊。死者10人、重軽傷者9人[8]。

## 世帯数と人口
2025年（令和7年）3月31日現在（横浜市発表）の世帯数と人口は以下の通りである。
| 町丁     | 世帯数   | 人口    |
| -------- | -------- | ------- |
| 西之谷町 | 1016世帯 | 1,764人 |

### 人口の変遷
国勢調査による人口の推移。
| 年                 | 人口  |
| ------------------ | ----- |
| 1995年（平成7年）  | 1,999 |
| 2000年（平成12年） | 1,959 |
| 2005年（平成17年） | 1,938 |
| 2010年（平成22年） | 1,818 |
| 2015年（平成27年） | 1,709 |
| 2020年（令和2年）  | 1,759 |

### 世帯数の変遷
国勢調査による世帯数の推移。
| 年                 | 世帯数 |
| ------------------ | ------ |
| 1995年（平成7年）  | 813    |
| 2000年（平成12年） | 818    |
| 2005年（平成17年） | 837    |
| 2010年（平成22年） | 821    |
| 2015年（平成27年） | 787    |
| 2020年（令和2年）  | 902    |

## 学区
市立小・中学校に通う場合、学区は以下の通りとなる（2024年11月時点）。
| 番・番地等 | 小学校             | 中学校               |
| ---------- | ------------------ | -------------------- |
| 全域       | 横浜市立北方小学校 | 横浜市立仲尾台中学校 |

## 事業所
2021年現在の経済センサス調査による事業所数と従業員数は以下の通りである。
| 町丁     | 事業所数 | 従業員数 |
| -------- | -------- | -------- |
| 西之谷町 | 30事業所 | 170人    |

### 事業者数の変遷
経済センサスによる事業所数の推移。
| 年                 | 事業者数 |
| ------------------ | -------- |
| 2016年（平成28年） | 24       |
| 2021年（令和3年）  | 30       |

### 従業員数の変遷
経済センサスによる従業員数の推移。
| 年                 | 従業員数 |
| ------------------ | -------- |
| 2016年（平成28年） | 136      |
| 2021年（令和3年）  | 170      |

## 施設
- 善行寺

## その他

### 日本郵便
- 郵便番号：231-0844[3]（集配局：横浜港郵便局[18]）

### 警察
町内の警察の管轄区域は以下の通りである。
| 番・番地等 | 警察署     | 交番・駐在所 |
| ---------- | ---------- | ------------ |
| 全域       | 山手警察署 | 山手駅前交番 |